# Mihatovići
Mihatovići är en ort i Bosnien och Hercegovina.   Den ligger i entiteten Federationen Bosnien och Hercegovina, i den centrala delen av landet, 80 km norr om huvudstaden Sarajevo. Mihatovići ligger 269 meter över havet och antalet invånare är 1 389.
Terrängen runt Mihatovići är platt åt sydväst, men åt nordost är den kuperad. Runt Mihatovići är det ganska tätbefolkat, med 93 invånare per kvadratkilometer.. Närmaste större samhälle är Tuzla, 7,9 km öster om Mihatovići. 
Omgivningarna runt Mihatovići är en mosaik av jordbruksmark och naturlig växtlighet.